# Quatuor Danel
Quatuor Danel is een Frans-Belgisch strijkkwartet dat werd opgericht door twee broers en een zuster. Ze zijn te horen op de soundtrack van Suite 16, een film van Dominique Deruddere.

## Geschiedenis
Het kwartet werd in 1991 opgericht in Brussel, door de in Frankrijk geboren Marc Danel (viool), Guy Danel (cello) en hun zuster Juliette Danel (altviool). Guy speelde op z'n twintigste tweede cello bij het Symfonieorkest van de Muntschouwburg in Brussel, toen zijn jongere broer en zus hem uitnodigden om samen masterclasses te volgen bij het Amadeus Kwartet, in Keulen. Tijdens zes masterclasses speelden ze eerst als trio, gaandeweg aangevuld met steeds een andere tweede viool. Daarna volgden ze masterclasses bij het Borodin Quartet, in Engeland, om zich te verdiepen in de muziek van Sjostakovitsj. Het samenspelen beviel hen zo goed dat ze Gilles Millet als vaste tweede viool bij het project betrokken en officieel Quatuor Danel werden.
Het kwartet brengt zowel klassiek repertoire als hedendaagse muziek. Hun opnames van muziek voor strijkkwartetten van Russische componisten Dmitri Sjostakovitsj en Mieczysław Weinberg zijn dé referentiewerken. Zeker het vertolken van Weinberg is hun specialisatie. Toen ze daar in de jaren ’90 mee begonnen, hadden weinig mensen vertrouwen in die keuze. Marc Danel verklaarde in 2019 in een interview met de website Klassiek Centraal: "We hebben er hard voor moeten vechten. De mensen zagen er de zin niet van in. Er waren nauwelijks opnames. We moesten ook de partijen voor onszelf kopiëren en hadden geen enkel ankerpunt.” Ter ere van Weinbergs honderdste verjaardag in 2019 voerde het kwartet zijn werk uit in Londen, Parijs, Japan en het Muziekgebouw te Amsterdam.
Ze werkten ook samen met hedendaagse componisten als Wolfgang Rihm, Sofia Gubajdoelina, Pascal Dusapin en Bruno Mantovani. Andere musici waarmee ze werkten zijn Leif Ove Andsnes, Jean-Efflam Bavouzet, Tabea Zimmermann en Jörg Widmann.
In 1996 vertolkten ze de muziek van componist Walter Hus voor de soundtrack van Deruddere's film. In hetzelfde jaar verliet Juliette het kwartet. Ze werd vervangen door Peter Buckwell. En vervolgens door Tony Nys.
De leden van het kwartet houden zich ook bezig met het delen van hun kennis. Daarom zijn ze sinds 2005 artist in residence aan de University of Manchester. Tussen 2016 en 2019 deden ze hetzelfde in TivoliVredenburg te Utrecht. Daarnaast gaven ze masterclasses aan de University of California, Los Angeles (UCLA), University of Maryland, Skidmore College, Taipei National University of the Arts, de Conservatoria van Lille, Lyon en Nice en tijdens het Kuhmo Chamber Music Festival.
Quatuor Danel is daarnaast regelmatig te gast op festivals zoals Cork, Sleeswijk-Holstein, Bregenz, Ottawa, Schostakowitsch Tage Gorisch, Luzern Zaubersee, Enescu Festival, Fayence, Luberon, Montpellier, Folle Journée van Nantes en Musica Mundi. Ze speelden in zalen als het Concertgebouw in Amsterdam, het Konzerthaus in Berlijn, de Wigmore Hall in Londen, de Elbphilharmonie van Hamburg en de Suntory Hall in Tokio.
Van 2019 tot 2021 werken ze in Wigmore Hall te Londen aan een volledige uitvoering van de strijkkwartetten van Sjostakovitsj en Weinberg. In februari 2021 geven ze daarvan een voorbeeld in deSingel te Antwerpen, met een uitvoering van Sjostakovitsj' Strijkkwartetten nrs. 5, 9 en 11, in het kader van het deSingel Onlive programma waarbij wekelijks concerten via online streaming bekeken kunnen worden. In het kader van het Brucknerjaar 2024 voerde het Quatuor Danel op 1 oktober een integraal uit van de composities voor strijkkwartet, die Anton Bruckner tussen 1861 en 1863 componeerde tijdens zijn lessen bij Otto Kitzler – met o.a. een première van de Six Scherzo’s voor strijkkwartet, WAB 209.

## Leden
- Marc Danel - eerste viool (sinds 1991)
- Gilles Milet - tweede viool (sinds 1991)
- Vlad Bogdanas - altviool (sinds 2005)
- Yovan Markovitch - cello (sinds 2013)

Voormalige leden
- Juliette Danel - altviool (1991-1996)
- Guy Danel - cello (1991 - 2013)[13]
- Tony Nys - altviool (1996 - 2005)[14]

## Discografie[15]
- "Quatuor Danel - Patrick De Clerck" (Megadisc Classics - 1994)
- "Trois Quatuors" van Charles Gounod (Auvidis Valois - 1997)
- "Streichquartette Op. 44 / Nr. 1 & 2" van Felix Mendelssohn (Eufoda - 2003)
- "Dusapin / Koering Quatre Quatuors" van Pascal Dusapin en René Koering (Accord - 2003)
- "The Complete String Quartets" van Sjostakovitsj (Fuga Libera - 2005)
- "ConVerSations / ConSerVations" met Kris Defoort, Koen Kessels & Claron McFadden (W.E.R.F. - 2005)
- "Qia-Xiao" met Hao-Fu Zhang & Jean-Michel Charlier (Cypres - 2005)
- "Complete String Quartets" van Ahmet Adnan Saygun (cpo Records - 2006)
- "String Quartets Vol. 1" van Mieczysław Weinberg (cpo Records - 2007)
- "String Quartets Vol. 2" van Mieczysław Weinberg (cpo Records - 2008)
- "…Lignes…" met Jean-Luc Fafchamps, Jean-Philippe Collard-Neven, Vincent Royer, Jean-Michel Charlier (Fuga Libera - 2008)
- "String Quartets Vol. 3" van Mieczysław Weinberg (cpo Record"s - 2009)
- "Milano Musica Festival Live - Volume 1" met werk van Iannis Xenakis / Helmut Lachenmann / György Kurtág / Leoš Janáček (Stradivarius Records - 2010)
- "String Quartets Vol. 4" van Mieczysław Weinberg (cpo Records - 2010)
- "String Quartets Vol. 5" van Mieczysław Weinberg (cpo Records - 2011)
- "String Quartets Vol. 6" van Mieczysław Weinberg (cpo Records - 2012)
- "String Quartet; Piano Quintet" van César Franck, met Paavali Jumppanen (cpo Records - 2017)
- "Complete String Quartets; String Sextet" van Peter Ilyich Tchaikovsky (cpo Records - 2019)
- "The Complete String Quartets" van Shostakovich (Accentus - 2024)
- "The String Quartets" van Prokofiev (Accentus - 2025)